# Middlesex (Nova Jersey)
Middlesex és una població dels Estats Units a l'estat de Nova Jersey. Segons el cens del 2000 tenia 13.717 habitants.

## Demografia
Segons el cens del 2000, Middlesex tenia 13.717 habitants, 5.048 habitatges, i 3.740 famílies. La densitat de població era de 1.513,2 habitants/km².
Dels 5.048 habitatges en un 34,1% hi vivien nens de menys de 18 anys, en un 59,3% hi vivien parelles casades, en un 10,5% dones solteres, i en un 25,9% no eren unitats familiars. En el 21,7% dels habitatges hi vivien persones soles el 10,7% de les quals corresponia a persones de 65 anys o més que vivien soles. El nombre mitjà de persones vivint en cada habitatge era de 2,71 i el nombre mitjà de persones que vivien en cada família era de 3,17.
Per edats la població es repartia de la següent manera: un 24,1% tenia menys de 18 anys, un 6,2% entre 18 i 24, un 32,3% entre 25 i 44, un 23,2% de 45 a 60 i un 14,2% 65 anys o més.
L'edat mediana era de 38 anys. Per cada 100 dones de 18 o més anys hi havia 91,9 homes.
La renda mediana per habitatge era de 60.723 $ i la renda mediana per família de 70.343 $. Els homes tenien una renda mediana de 47.446 $ mentre que les dones 34.232 $. La renda per capita de la població era de 27.834 $. Aproximadament el 2,4% de les famílies i el 3,6% de la població estaven per davall del llindar de pobresa.

## Poblacions més properes
El següent diagrama mostra les poblacions més properes.